# James R. Fitzgerald
James R. Fitzgerald (Filadelfia, 24 de junio de 1953) es un perfilador criminal, lingüista forense y autor estadounidense. Es un agente retirado del FBI y es conocido sobre todo por su rol en la investigación de UNABOM, que dio como resultado el arresto y la condena de Ted Kaczynski.

## Biografía
James R. Fitzgerald nació el 24 de junio de 1953 en Filadelfia, Pensilvania. Su familia era de clase media, su padre trabajaba en una compañía de gas y su madre se dedicaba a las labores del hogar.

### Carrera policial
La carrera policial de Fitzgerald comenzó en 1976 como oficial en el municipio de Bensalem, Pensilvania. En 1987, después de once años de trabajo como policía local, la cual culminó con su ascenso al rango de sargento, fue reclutado por el FBI. Después de graduarse de la academia del FBI en Quantico, Virginia, Fitzgerald fue asignado a la Fuerza de Tarea Conjunta contra Robos de Bancos de la División de Campo de Nueva York. En 1995, Fitzgerald fue promovido a perfilador criminal en el Centro Nacional para el Análisis de Crímenes Violentos, que luego se convertiría en la Unidad de Análisis de Conducta del FBI (BAU por sus siglas en inglés). A través de innumerables investigaciones de homicidio, violación en serie, extorsión, secuestro y violencia en el lugar de trabajo, Fitzgerald refinó sus habilidades en el análisis de textos y la evaluación de amenazas, especialidades que se utilizaron en la investigación de UNABOM. 
Fitzgerald también fue responsable de desarrollar programas de capacitación y herramientas para mejorar las capacidades de evaluación de amenazas del FBI. Entre ellos se encuentra la Base de datos de evaluación de amenazas comunicadas (Communicated Threat Assessment Database o CTAD), un repositorio exhaustivamente indexado de datos que consiste en cada amenaza comunicada en el curso de las investigaciones del FBI. 

### Carrera posterior
Fitzgerald se ha mantenido activo en los campos de perfiles criminales y lingüística forense desde que se retiró del FBI, ocupando cargos como profesor adjunto en la Universidad de Hofstra en Hempstead, Nueva York y en la Universidad de Stockton en Pomona, Nueva Jersey. También continúa trabajando como consultor privado y asesor técnico en producciones de medios, como  la serie de televisión Criminal Minds y la película Sleepy Hollow del director Tim Burton. James Fitzgerald trabajó como productor consultor en la miniserie de Discovery Channel en 2017, Manhunt: Unabomber, que presenta al actor Sam Worthington como James "Fitz" Fitzgerald, descrito por el propio Fitzgerald como "un personaje compuesto" de muchos investigadores en el caso de Unabomber.

### Vida familiar
Fitzgerald se casó con Ellie en 1976. Tuvieron tres hijos, Sam, Dan y Ryan. Cuando se le asignó a James el caso Unabom, comenzó a ausentarse de casa, por lo que se divorció.

## Carrera en los medios
- A&E's Killer Profile - Productor ejecutivo and coanfitrión[9]
- CBS TV’s The case of: Jon Benet Ramsey - experto al aire[10]
- CBS TV's Criminal Minds - Asesor técnico[2]
- Discovery Channel’s Manhunt: Unabomber - Productor consultor[11]

## Publicaciones
- 2003: 'Workplace violence: from threat to intervention,' en Clinics in Occupational and Environmental Medicine
- 2004: 'Using A Forensic Linguistic Approach to Track the Unabomber,' en Profilers, Campbell, John H., y DeNevi, Don, Prometheus Books
- 2006: Forensic Linguistic Services at the Behavioral Analysis Unit-1, an FBI handbook detailing services offered at the BAU-1
- 2007: 'The FBI’s Communicated Threat Assessment Database; History, Design, and Implementation', en FBI Law Enforcement Bulletin
- 2014:  A Journey to the Center of the Mind, Book I, The Coming-of-Age Years, Infinity Publishing
- 2017: A Journey to the Center of the Mind, Book II, The Police Officer Years, Infinity Publishing
- 2017: A Journey to the Center of the Mind, Book III, The (First Ten) FBI Years, Infinity Publishing